# Jens Vase
Jens Vase Poulsen (født 29. januar 2000 i Aarhus) fra Odder, var formand for Danske Skoleelever (DSE) fra april 2016 til april 2017. Han sad som bestyrelsesmedlem året forinden. Han efterfulgte Silke J. Fogelberg som formand.

## Karriere
Jens Vase gik på Odder lille Friskole, da han blev valgt som formand for Danske Skoleelever, og det var dermed første gang, at DSE valgte en formand fra en privat-, lille- eller friskole. Jens Vase var tillige medlem af elevrådet på skolen (i en periode også formand for dette) og blev i 2014 valgt til bestyrelsen for region Midtjylland i Danske Skoleelever.
Jens Vase meldte ved sin tiltræden som formand for DSE ud, at kampen for en egentlig "mobbelov" ville være en vigtig prioritet for ham.
Lokalt har Jens Vase optrådt med sin yoyo-kunnen ved Odder revyen 2014, og d. 25. september 2016 modtog han af Odders borgmester ærestitlen "Odder Ambassadør".
I august 2017 fortsatte Jens Vase sin uddannelse på Odder Gymnasium.
I 2020 påbegyndte Jens Vase medicinstudiet ved Aarhus Universitet. Her har han været studenterpolitisk forankret i Studienævnet og Akademisk råd. Ved universitetsvalget i 2024 blev han, som spidskandidat for Studenterrådet ved Aarhus Universitet, valgt til universitets bestyrelse, hvor han sidder i perioden 2025-2027.